# 赫威赛
赫威赛是盎格鲁-撒克逊英格兰的一个部族王国。据《盎格鲁-撒克逊编年史》记载，赫威赛王国创立于577年迪奥勒姆战役发生后。628年，由于在奇伦塞斯特战役被打败，该国成为麦西亚王国的从属国或次王国。